# My Favorite Things (Album)
 My Favorite Things ist ein Jazz-Album von John Coltrane, aufgenommen durch Tom Dowd in New York City am 21., 24. und 26. Oktober 1960 und veröffentlicht im März 1961 auf Atlantic Records. Es wird von vielen Jazzkritikern als eine der bedeutendsten Aufnahmen des Modern Jazz bezeichnet.

## Vorgeschichte des Albums
Nachdem John Coltrane im April 1960 nach einer Europatournee
die Band von Miles Davis endgültig verlassen hatte, erneuerte er seine Anstrengungen zur Gründung einer eigenen Formation, zunächst mit Steve Kuhn, Steve Davis und Pete LaRoca. Schließlich wechselte er für Kuhn im Sommer 1960 den Pianisten McCoy Tyner, für LaRoca im Herbst den Schlagzeuger Elvin Jones ein, mit denen er im Oktober 1960 dreimal für Atlantic ins Studio ging. Zunächst entstanden die Alben Giant Steps und Coltrane Jazz,.

## Das Album
My Favorite Things ist das dritte Album des Saxophonisten für Atlantic Records. Bei den Aufnahmen zu diesem Album führte er ein neues Quartett ein, bestehend aus dem Pianisten McCoy Tyner, dem Schlagzeuger Elvin Jones und Bassist Steve Davis.
Das Album gehört zum Modalen Jazz und steht in einer Periode des Stilwandels von Coltrane, der mit dem Hardbop begann und bis zum Free Jazz ging, was sich in den 1961 folgenden Aufnahmen für das Label Impulse! Records noch deutlicher zeigte. Das erste Stück des Albums ist eine harmonische Umarbeitung des Broadway-Songs „My Favorite Things“ aus dem Musical The Sound of Music, komponiert von Richard Rodgers (auf einen Text von Oscar Hammerstein).
Gleichzeitig war dies die erste veröffentlichte Aufnahme Coltranes mit dem Sopransaxophon, einem in dieser Zeit für den Jazz ungewöhnlichen Instrument. Das Titelstück „My Favorite Things“ zeigt auf beeindruckende Weise die Neuaneignung des Instruments durch Coltrane. „Bei Coltrane wurde der Dreivierteltakt [des Songs] zum Metrum der Trance und das damals noch ungewohnte Sopransax zu einer Art arabischer Oboe.“
Die Jazzkritiker Richard Cook und Brian Morton betonen in diesem Zusammenhang, Coltranes Bearbeitung sei als ein radikaler Umsturz (Subversion) eines populären Songs des Great American Songbooks zu betrachten. Zudem gilt Coltranes Spiel auf Skalen als Integration von östlichen Idiomen, basierend auf Coltranes Interesse für die nordindische Musik von Ravi Shankar. „Dem Thema des Walzers von Rodgers und Hammerstein hängte Coltrane eine lange Passage in E-Moll, beziehungsweise nach Wiederholung des Themas in E-Dur an und improvisierte ausladend über beide Teile.“ Auch änderte er die Akkordfolge des Stücks. Das Stück wird jedoch nicht als Walzer gespielt, sondern hat eher einen 6⁄4-Takt mit einer Betonung der punktierten Halben, und auch die sequenzenhafte Wiederholung des Motivs kommt einer modalen Auffassung entgegen.
Diese Interpretation des Stücks durch Coltrane war „ein Meilenstein in mehrfacher Hinsicht: Sie brachte dem Saxophonisten den Durchbruch, sie machte sein Quartett (…) zur Formation der Stunde, sie etablierte das Sopransaxophon im modernen Jazz und sie erhob einen unbedeutenden Song aus einer sterbenden Musical-Kultur über Nacht zum Jazzstandard“. Nach dieser Aufnahmesitzung spielte Coltrane größtenteils modal; in den folgenden Jahren wurde „My Favorite Things“ regelmäßiger Bestandteil des Liveprogramms des John-Coltrane-Quartetts, oft weit ausgedehnter und freier interpretiert als diese 13-minütige, eher kontrolliert gespielte Urversion des Stücks. Der Song ist später wenigstens achtzehn Mal aufgenommen und auf Alben Coltranes dokumentiert worden; dies blieb aber die einzige Studioversion, die Coltrane eingespielt hat.
Die weiteren Titel des Albums, die von George Gershwin komponierten Standards „Summertime“, „But Not for Me“ und Cole Porters „Everytime We Say Goodbye“ stehen ebenfalls unter dem Einfluss der modalen Spielweise der Miles-Davis-Band, mit der Coltrane anderthalb Jahre zuvor den Klassiker Kind of Blue einspielte.
Die Ballade „Everytime We Say Goodbye“ wird von Coltrane ebenfalls auf dem Sopran mit weichen Tönen in den oberen Registern vorgestellt. Die Coltrane-Biographen Filtgen und Außerbauer weisen auf das einfühlsame Solo von McCoy Tyner hin, der „mit fließender Melodik dem Thema neue Ebenen eröffnet“. „Summertime“ hebt sich durch seinen energisch drängenden, im upbeat-Tempo gespielten Vortrag stark von der bekannten lyrischen Miles-Davis-Version von 1958 ab, die der Trompeter auf dem Album Porgy and Bess einspielte. Tyners Solo ist ebenso kräftig wie Coltranes und perkussiv angelegt. Filtgen und Außerbauer heben den Ausklang des Albums mit „But Not For Me“ hervor; das Gershwin-Stück wird im mittelschnellen Tempo und ganz entspannt angegangen.
Das Foto auf dem Cover, ein Porträt von einem das Sopransaxophon spielenden Coltrane, wurde von Lee Friedlander aufgenommen.

## Bewertung und Wirkung des Albums
Die Woche im Oktober 1960 gilt nach Lewis Porter als bedeutendste in Coltranes Werk für Atlantic. Die Aufnahmen für My Favorite Things, insbesondere das Titelstück, brachten dem Saxophonisten eine breite Anerkennung beim Jazzpublikum; das Stück wurde in den Vereinigten Staaten ein Jazzhit. Der Coltrane-Biograph Ashley Kahn bezeichnet Coltranes Stil um 1960/61, kurz vor seinem Wechsel zum neu gegründeten Jazzlabel Impulse! Records, als den damals einflussreichsten des Modern Jazz; mit seinen harmonischen Veränderungen wurde er als der führende Innovator wahrgenommen bzw. verehrt.
Richard Cook und Brian Morton, die in ihrem The Penguin Guide to Jazz sowohl die (spätere) Gesamtedition The Heavyweight Champion als auch die Original-LP mit der Höchstnote bewerteten, heben insbesondere den Titelsong als Kernstück des Coltrane-Repertoires hervor.
Auch Brian Priestley hebt im Rough Guide Jazz das Album aus der umfangreichen Coltrane-Diskographie hervor und erwähnt die modale Improvisation des Titelstücks sowie die einfühlsame Ballade Everytime We Say Goodbye.
Das Magazin Rolling Stone wählte das Album 2013 in seiner Liste Die 100 besten Jazz-Alben auf Platz 11.

## Diskographische Anmerkungen
Das im März 1961 veröffentlichte Album enthielt die ersten Aufnahmen der drei Oktober-Sessions des John Coltrane Quartetts. Die weiteren, am 21., 24. und 26. Oktober 1960 eingespielten Titel erschienen erst, als der Saxophonist bei Impulse! Records unter Vertrag war; im Juli 1962 das Album Coltrane Plays the Blues (Atlantic 1382) und im Juni 1964 Coltrane’s Sound (Atlantic 1419). Die alternate takes der Oktober-Sessions wurden nach Coltranes Tod unter dem Titel The Coltrane Legacy (Atlantic 1553) im April 1970 und Alternate Takes (Atlantic 1668) im Januar 1975 veröffentlicht. Die kompletten Aufnahmen erschienen 1995 in der Reihenfolge ihrer Entstehung mitsamt der jeweils entstandenen alternate takes in der 6-CD-Edition The Heavyweight Champion – The Complete Atlantic Recordings.

## Die Titel
- John Coltrane Quartet – My Favourite Things (Atlantic 1361 (LP) / 812275350-2 (CD))

1. My Favorite Things (Richard Rodgers/Oscar Hammerstein) – 13:41 (21. Oktober 1960)
2. Everytime We Say Goodbye (Cole Porter) – 5:39 (26. Oktober 1960)
3. Summertime (George Gershwin) – 11:31 (24. Oktober 1960)
4. But Not for Me (Gershwin) – 9:34 (26. Oktober 1960)

## Die Oktober-Sessions in chronologischer Abfolge
- 21. Oktober 1960, Atlantic Studios, NYC

1. Village Blues (2 takes)
2. My Favourite Things

- 24. Oktober 1960, Atlantic Studios, NYC

1. Central Park West
2. Mr. Syms
3. Untitled Original (Exotica)
4. Summertime
5. Body and Soul (2 takes)
6. Blues to Elvin (2 takes)
7. Mr. Day
8. Blues to You (2 takes)
9. Blues to Bechet
10. Satellite

- 26. Oktober 1960, Atlantic Studios, NYC

1. Everytime We say Goodbye
2. 26-2
3. But Not for Me
4. Liberia
5. The Night Has Thousand Eyes
6. Equinox